# Mont Saint-Rigaud
Der ca. 1010 m hohe Mont Saint-Rigaud ist die höchste Erhebung der Monts du Beaujolais. Er wird auch als das „Dach der Rhône“ (toit du Rhône) bezeichnet und bildet den nordöstlichsten Ausläufer des Zentralmassivs. Er liegt auf dem Gemeindegebiet von Monsols, einem Ortsteil der heutigen Großgemeinde Deux-Grosnes im Département Rhône in der Region Auvergne-Rhône-Alpes.

## Geschichte
Die Römer errichteten auf dem Mont Saint-Rigaud einen Altar zu Ehren Jupiters. Um das Jahr 600 erbauten Einsiedlermönche eine Kapelle, aus der sich im 10. Jahrhundert ein Priorat der nur etwa 35 km entfernten Abtei Cluny entwickelte. Einige Jakobspilger wählten den Weg über den Berg um nach Le Puy zu gelangen, dem Ausgangspunkt einer der 4 Hauptstrecken (Via Podiensis). Noch um das Jahr 1125 beschloss der Mönch Gérard le Verd auf dem Berg seine letzten Tage zu verbringen. Andere Mönche lebten noch bis etwa 1420/30 auf dem Berg; danach wurde das kleine Kloster verlassen; die Kapelle stürzte im Jahr 1812 ein.

## Besteigung
Der Mont Saint-Rigaud kann im Rahmen einer ca. 4–5-stündigen Wanderung vom Ort Monsols aus bestiegen werden. Mit dem Auto kann man über Feldwege bis auf ca. 300 m an den Gipfel heranfahren. Da dieser bewaldet ist, wurde ein hölzerner Aussichtsturm mit Treppen gebaut; oben befindet sich eine Orientierungstafel.

## Sonstiges
Einer von Mauerwerk eingefassten Quelle unweit des Gipfels werden heilsame Wirkungen nachgesagt. Hilfesuchende Pilger oder deren Angehörige haben hier zahlreiche Kreuze hinterlassen.

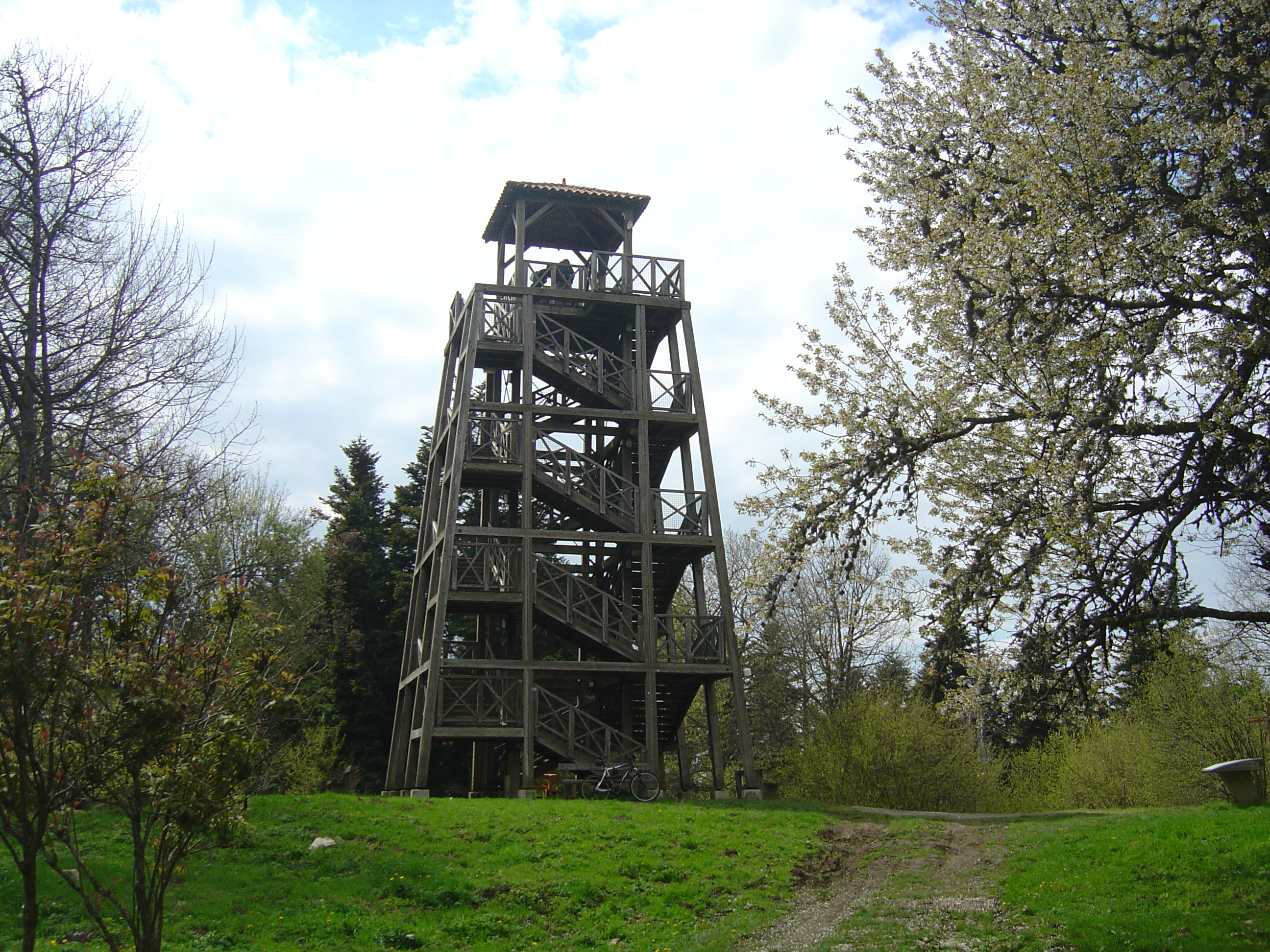
Aussichtsturm auf dem Mont Saint-Rigaud
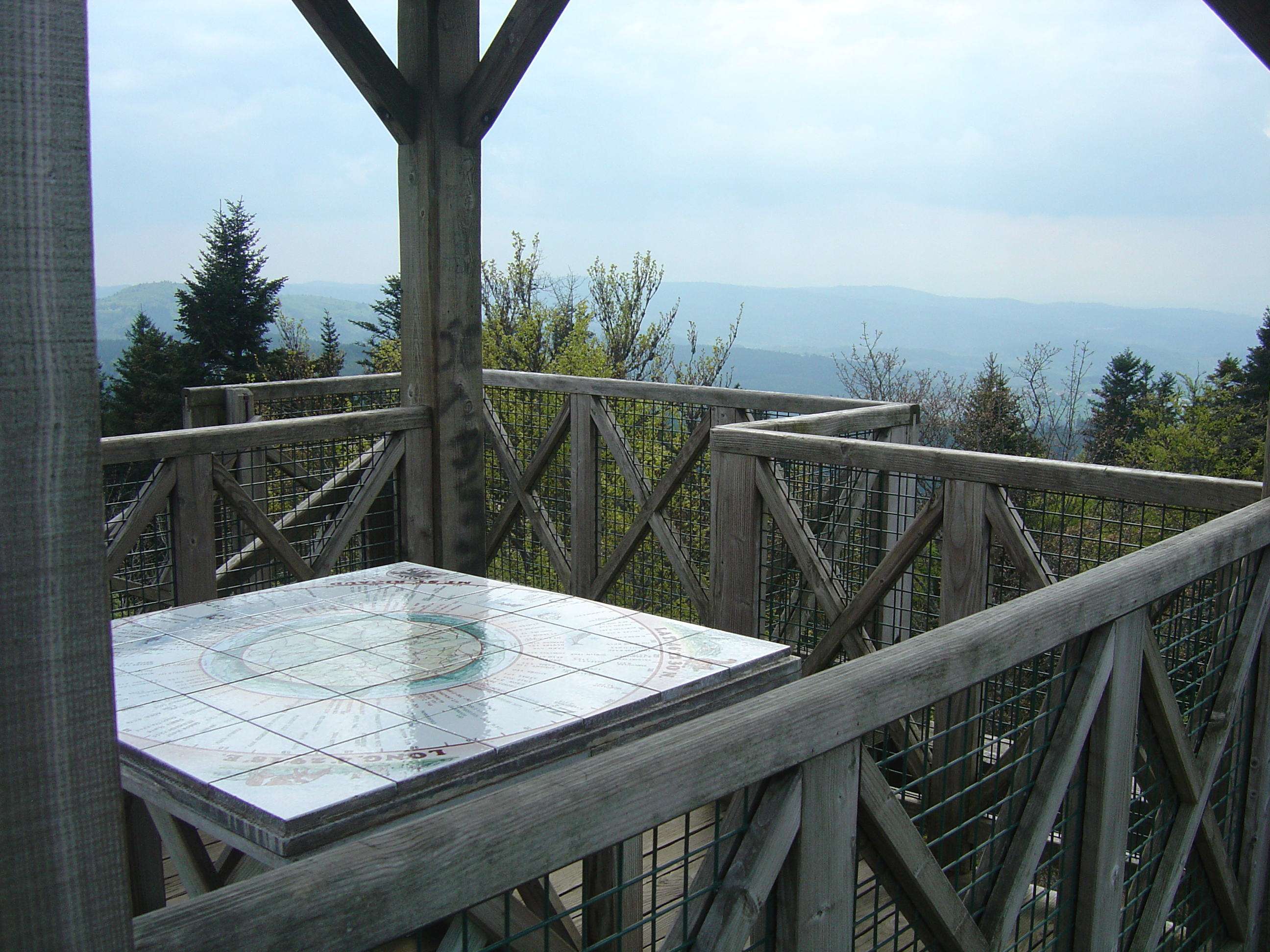
Aussicht vom Turm des Mont Saint-Rigaud
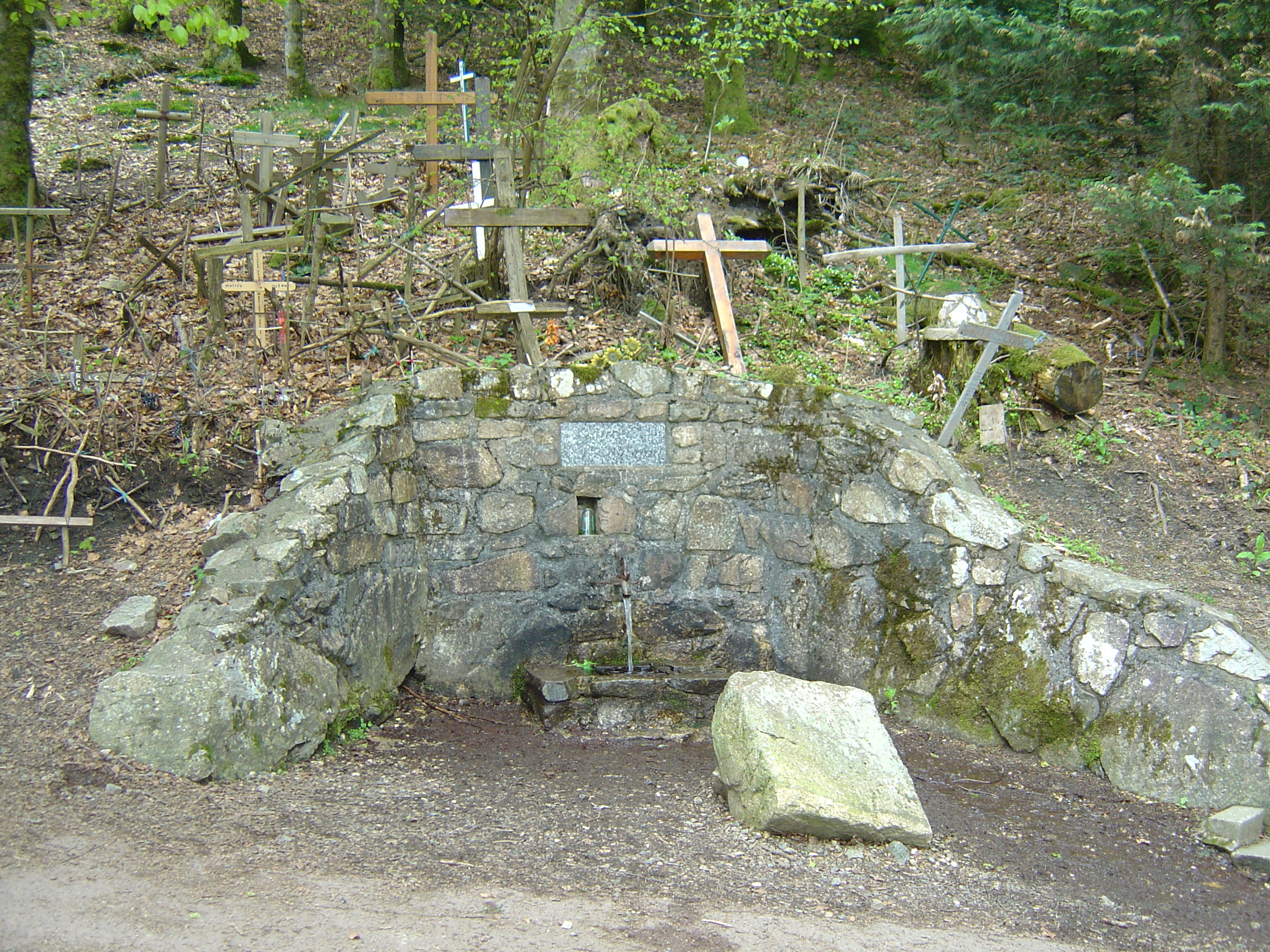
Quelle am Mont Saint-Rigaud